# Sailor fuku

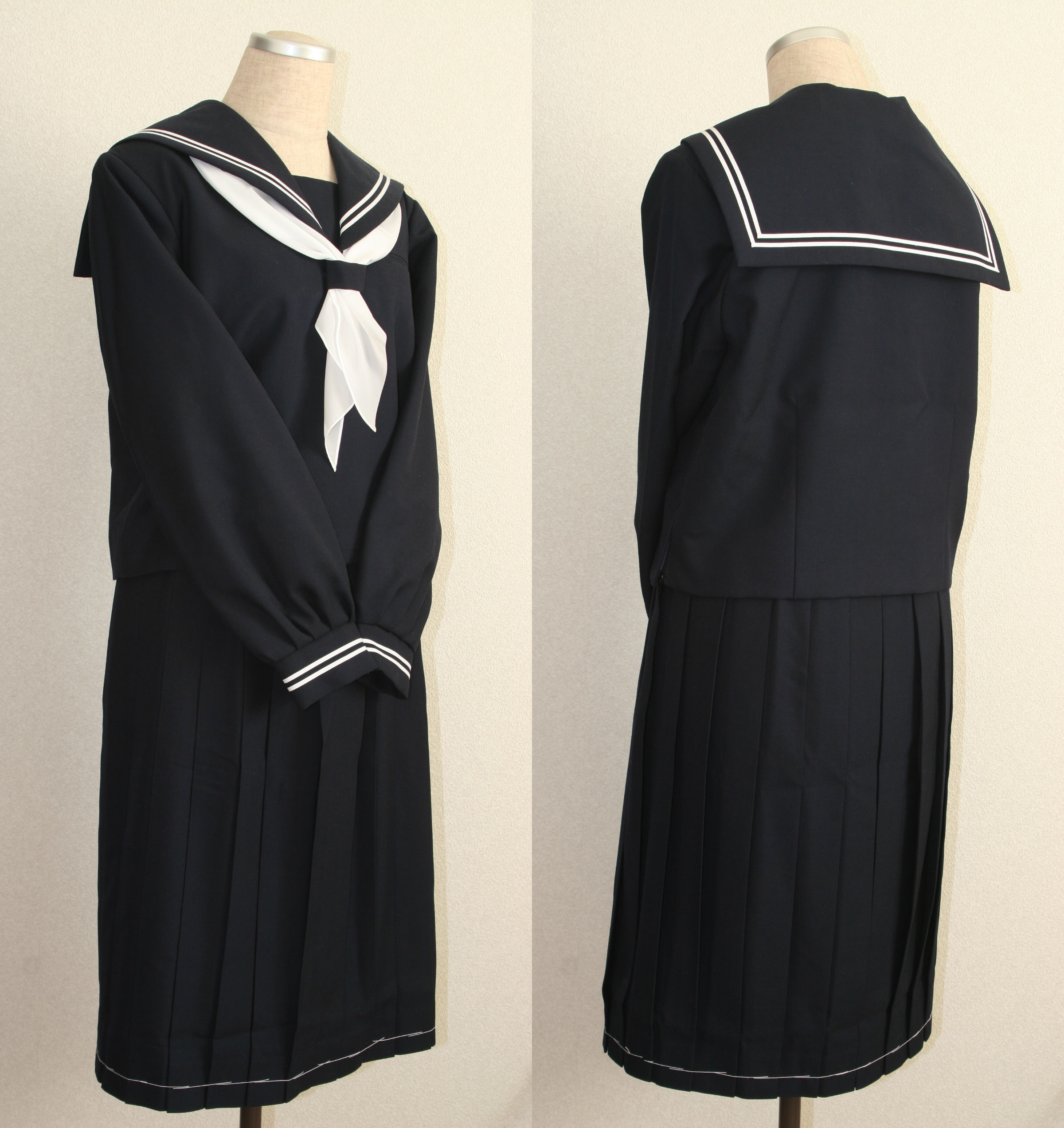
Modelo de sailor fuku tradicional usado en invierno. Se diferencia del modelo de verano por el tamaño de las mangas, falda y color de la camisa (blanco en verano).

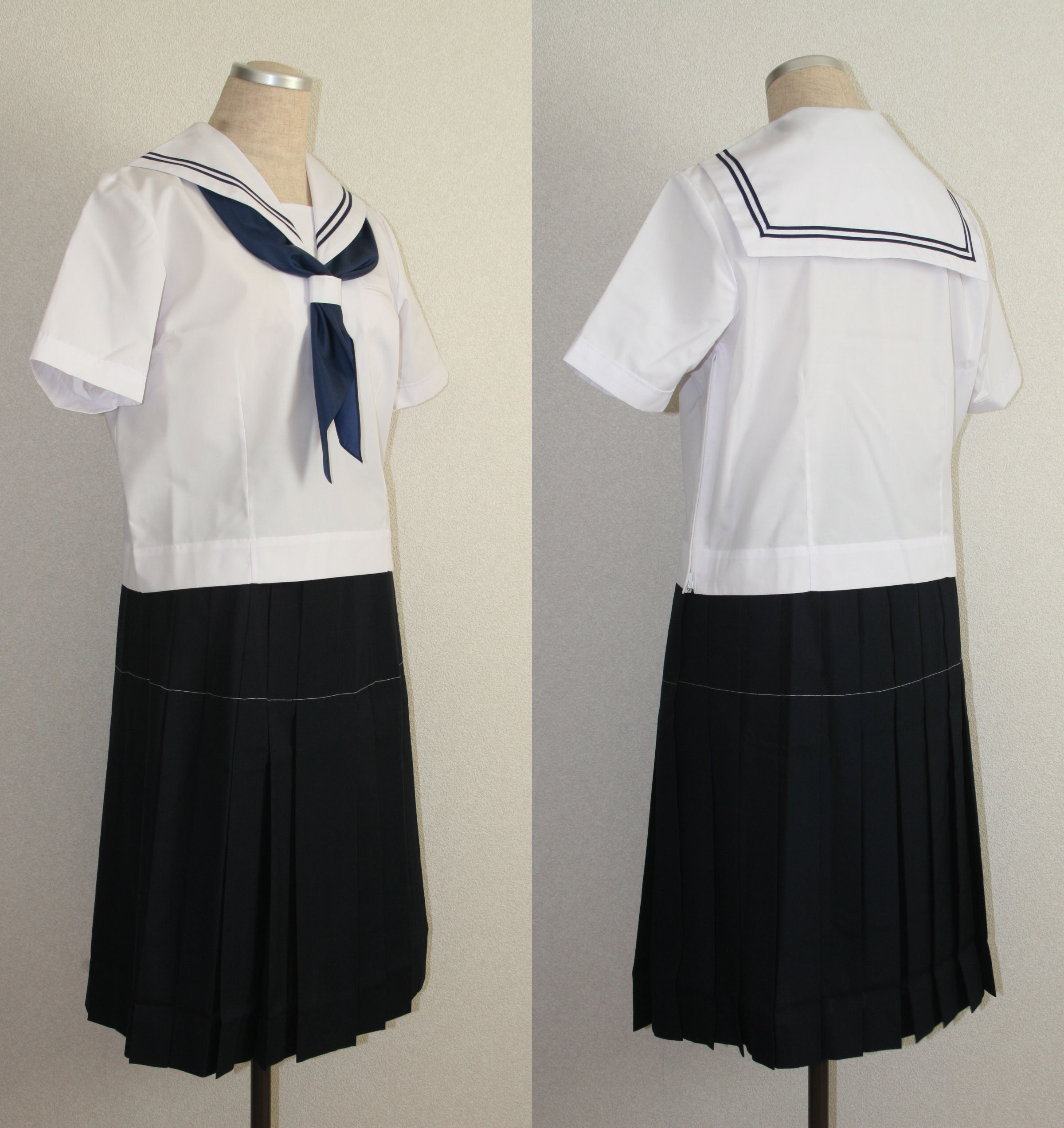
Sailor fuku de verano.

El Sailor fuku (セーラー服 Sērā fuku?, ropa de marinero) es como se conoce internacionalmente a un estilo de uniforme escolar japonés extensamente usado por las estudiantes japonesas. En Japón, la expresión es una frase de wasei-eigo proveniente de una aproximada transliteración japonesa de la palabra inglesa para el término "marinero" (セーラー Sērā?, del inglés "Sailor"), y designa originalmente también al propio uniforme de marinero. En algunas escuelas japonesas, el uniforme es de uso estricto para las jóvenes que cursan la educación secundaria y preparatoria (aunque algunas la visten como una ropa común). Está usualmente compuesto por una blusa con cuello de marinero y una falda de pliegues.
El sailor fuku fue introducido como uniforme escolar en 1921 por Elizabeth Lee; directora del colegio de Fukuoka Jo Gakuen (福岡女学院). Fue modelado con base en el uniforme usado por la Real Marina británica en ese entonces, cuando ella tuvo una experiencia como estudiante de intercambio en el Reino Unido. Este uniforme era parte de un programa de modernización. Hoy en día, estos uniformes son mundialmente conocidos, ya que se usan tanto en escuelas pública como privadas.

## Características
En la parte de arriba del uniforme tiene una cinta que viene en diferentes colores y formas. El más típico es un gran nudo en el frente. Algunas escuelas tienen un lazo delgado sobre el cuello que se sujeta junto con un pequeño cruce en el frente.
Las medias que se usan con estos uniformes son usualmente de color azul marino o blanco. Recientemente las medias azul marino son consideradas mejores, porque las piernas aparentan ser más delgadas con los colores oscuros.
Los calzados que usan las niñas generalmente son mocasines café chocolate o negros.
En muchas áreas, los estudiantes no requieren usar uniformes escolares para asistir a clases. Cuando los uniformes son requeridos, muchos chicos usan camisa blanca, shorts y gorras. Los uniformes pueden variar debido al trabajo, el ambiente y la ocasión. Los hombres jóvenes suelen usar ropa más formal en la foto de grupo que en la mayor parte de las clases del año. Los uniformes masculinos para los pequeños y los veteranos consisten en un traje de estilo militar. Para las mujeres, este traje es de estilo e inspiración marinero.

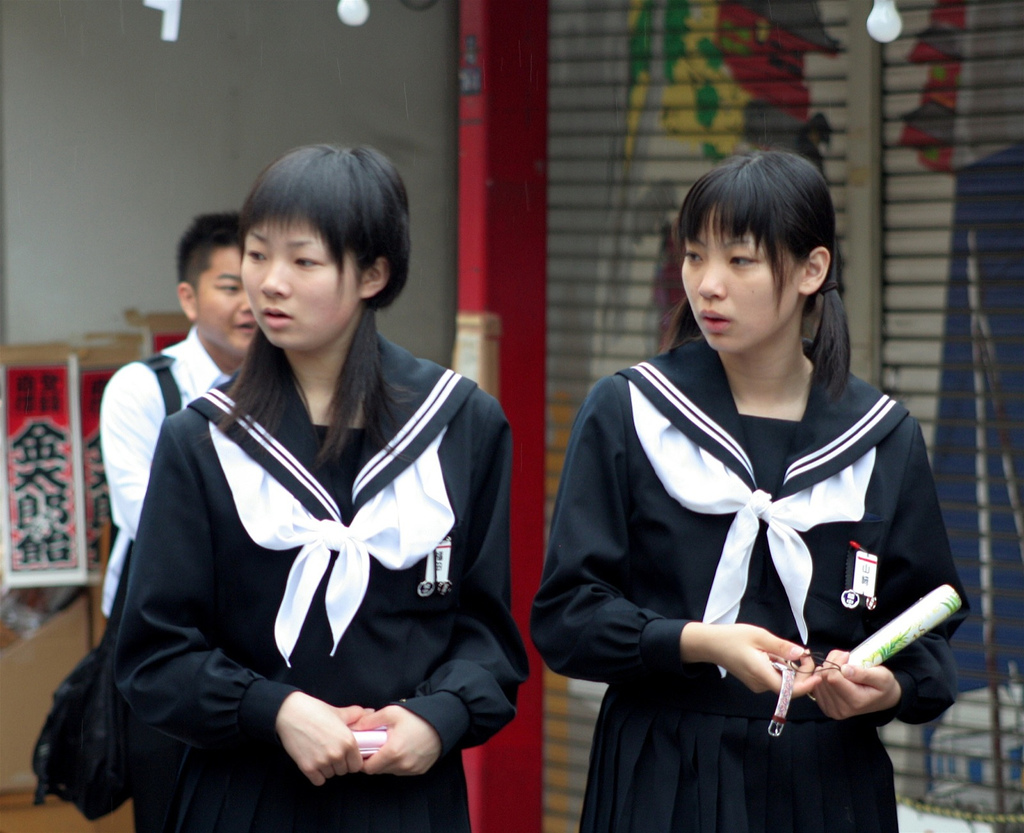
Estudiantes portando el uniforme de invierno.

Similar al uniforme masculino, llamado gakuran, el sailor fuku (o traje marinero) guarda mucha similitud con varios uniformes de estilo militar que se utilizan en la marina. El uniforme generalmente consiste en una blusa rematada por un cuello de estilo marinero (襟) y una falda plisada. Sin embargo hay algunas variaciones en el invierno y el verano en las cuales se ajusta la longitud de la manga de la camisa y la tela según sea necesario. Usualmente un pañuelo da una vuelta al torso y se ata en el frente de la blusa. Aunque el pañuelo se puede cambiar por corbatas, los lazos de cuchillo largo (también conocidas como "corbatas tejanas"), o simplemente arcos. Los colores más comunes son el azul marino, blanco, gris, rojo y negro.
Algunas veces también son incluidos como parte del uniforme: zapatos específicos, calcetines específicos u otros accesorios. Los calcetines o calcetas, si son especificados en el uniforme, normalmente son azul marino o blancas y los zapatos normalmente negros o cafés.

## Significado cultural
El sailor fuku conlleva una nostálgica característica para las ex-estudiantes y es comúnmente relacionado con la "despreocupada juventud". Las imitaciones del sailor fuku son un popular disfraz para Halloween, cosplay y otras fiestas de disfraces y es muy vendido en grandes almacenes de todo Japón.
Debido a que los uniformes escolares son artículos muy propensos al fetichismo, era muy común encontrar establecimientos ilegales donde se vendían uniformes de segunda mano (conocidos como burusera); aunque algunos cambios en las leyes japonesas han hecho tales prácticas muy difíciles de realizar.
El uniforme en general es visto por algunas jóvenes como un símbolo de conformidad, por eso ha sido modificado por estudiantes rebeldes como una forma de mostrar individualismo. Tales cambios incluyen aumento o disminución de la falda, remangarse las mangas, quitarse el listón, ocultar parches o medallas debajo del collar, etc. En décadas pasadas, también fueron adoptadas variantes de colores brillantes.

## Cultura otaku

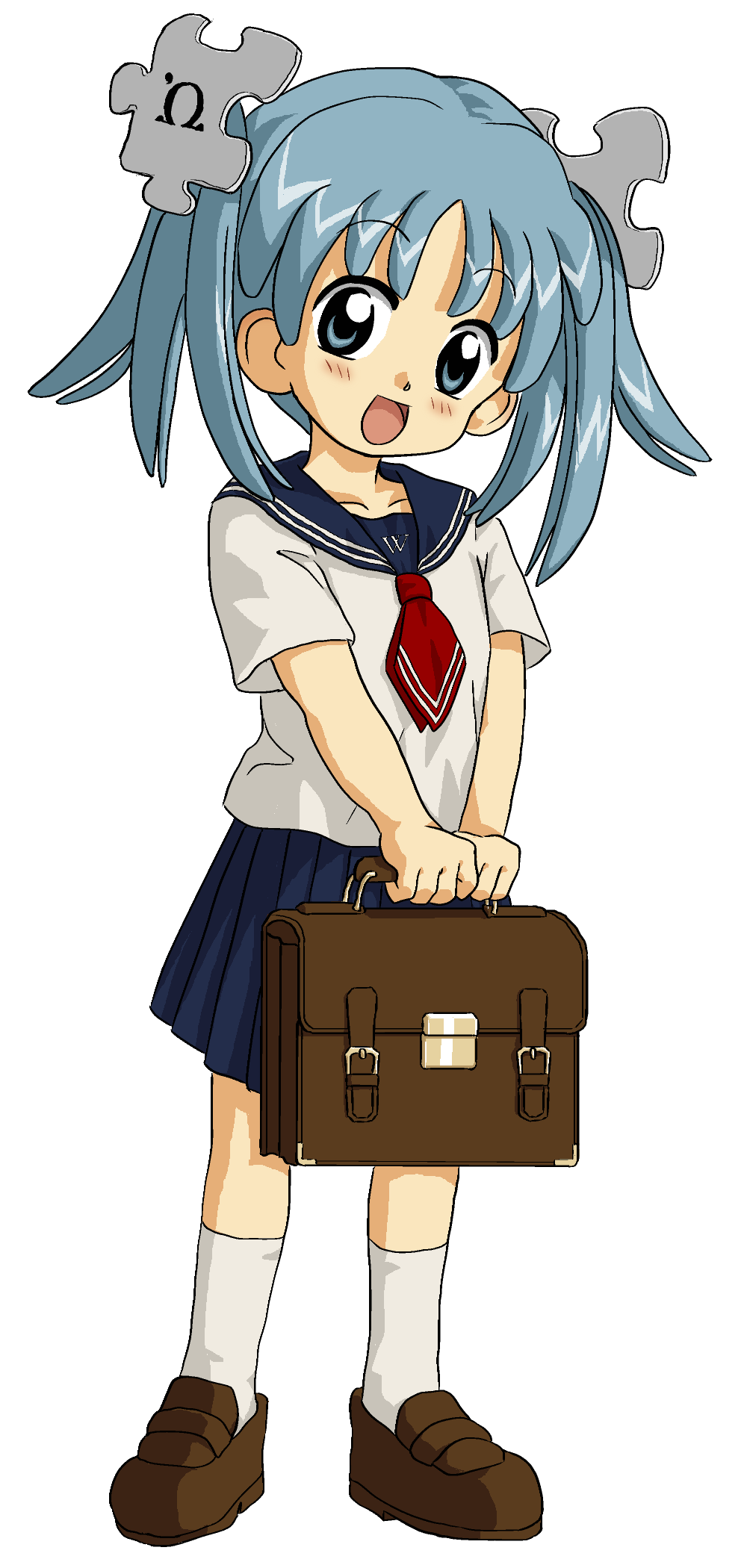
Wikipe-tan, sērā-fuku

El sailor fuku, junto con otros estilos de uniformes escolares, ha representado un gran e innegable papel en la cultura otaku y un detonante sexual como se evidencia por la enorme cantidad de anime, manga y doujinshi que presentan personajes con este uniforme. Algunos ejemplos son:
En la popular Franquicia Tokusatsu Kamen Rider  utiliza Sailor fuku a Nuestras Chicas 
- La popular serie Sailor Moon, en la cual todas las personajes principales visten sērā fukus muy elaborados cuando se transforman en superheroínas.
- La canción "Sailor Fuku o Nugasanaide" (No Desgarres el Sailor Fuku!), cantada por el provocativo grupo Onyanko Club, fue muy popular en los años 80, algunas de sus integrantes también lo usaban regularmente.
- En cómics y series como Negima!, Kodocha, Yu Yu Hakusho, Neon Genesis Evangelion, Azumanga Daioh, Urusei Yatsura, Ranma1/2 u Onegai Teacher podemos ver versiones estilizadas del uniforme.
- El personaje Hikaru Shidou en Magic Knight Rayearth.
- Las populares series de televisión y películas Sukeban Deka presenta jovencitas delincuentes en uniforme.
- Una de los protagonistas de Inuyasha, Kagome Higurashi (conocida en algunos países como Aome), casi siempre se le ve en sērā fuku, en esta misma serie podemos ver a los personajes de reparto Yuka, Eri y Ayumi usarlo también.
- La peculiar serie de manga y cómic Di Gi Charat muestra al personaje Petit Charat usándolo.
- Durante los días de escuela, la popular serie Yu-Gi-Oh! también lo muestra.
- En la famosa serie de videojuegos Street Fighter es posible ver a una de sus luchadoras, Sakura Kasugano, vestir un tradicional sailor fuku.
- En otra serie de videojuegos famosa, Tekken, se muestra en este uniforme a Asuka Kazama, Ling Xiaoyu y Miharu Hirano.
- Otra serie de videojuegos, The King Of Fighters,muestra a una chica usando ese uniforme,sobre todo en sus últimas apariciones: Athena Asamiya.
- En la serie anime Agent Aika, se puede ver que las "Delmos" presentan una versión del sērā fuku.
- En Tokyo Mew Mew, la protagonista Ichigo Momomiya, usa casi siempre un sērā fuku tradicional.
- En la serie Lucky ☆ Star, el opening está relacionado con este uniforme. El título de la canción es "Motteke! Sailor Fuku". Durante la misma serie, se puede ver claramente al pasar de los episodios cuando cambian de uniforme de invierno a uniforme de verano y viceversa.
- Jigoku Shoujo (Enma Ai) cuando viste un sērā fuku (negro).
- En X-1999 Arashi Kishu viste a lo largo de toda la serie (exceptuando una escena al final) el uniforme de marinero, pero de color café con blanco y falda muy larga.
- En Suzumiya Haruhi no Yūutsu muchos personajes tales como Haruhi Suzumiya, Yuki Nagato o Mikuru Asahina utilizan este uniforme.
- En la serie Maria-sama ga Miteru (Marimite) se utiliza también muy a menudo esta vestimenta.
- En Fruits Basket se ve a Tohru Honda y a sus compañeras se les ve muy a menudo con este uniforme.
- En Zero no Tsukaima Saito le compra a Louise un Sailor Fuku de verano pero termina dándoselo a Siesta.
- En la novela visual Dangan Ronpa, Sayaka utiliza un sailor fuku. En la segunda entrega de Dangan Ronpa, Ibuki utiliza un sailor fuku. Los sailor fukus de estas chicas son variados en colores.
- En el juego Yandere Simulator, todas las estudiantes femeninas visten Sailor fuku.

En Kamen Rider Black Kyoko es vestimenta de Sailor Fuku en el Primer capítulo